# Copris curlettii
Copris curlettii là một loài bọ cánh cứng trong họ Bọ hung (Scarabaeidae).